# Kantlavsknagg
Kantlavsknagg (Toninia subfuscae) är en lavart som först beskrevs av Johann Franz Xaver Arnold, och fick sitt nu gällande namn av Timdal. Kantlavsknagg ingår i släktet Toninia och familjen Ramalinaceae.  Arten är reproducerande i Sverige. Inga underarter finns listade i Catalogue of Life.